# Luis Holmaza
Luis María Holmaza Odelín (La Habana; 12 de septiembre de 1949) es un exfutbolista cubano que jugaba como defensa. Jugó toda su corta carrera en el club de su ciudad La Habana, desde 1969 a 1976.

## Selección nacional
Participó en el torneo de fútbol de los Juegos Olímpicos de 1976, pero fue a nivel regional donde se destacó al ganar dos medallas de oro en los Juegos Centroamericanos y del Caribe de 1970 y 1974, así como una de bronce en los Juegos Panamericanos de 1971.

### Participaciones en Juegos Olímpicos
| Torneo                   | Sede     | Resultado     |
| ------------------------ | -------- | ------------- |
| Juegos Olímpicos de 1976 | Montreal | Primera ronda |